# Rdeči križ
Rdeči križ je mednarodna organizacija, ki je bila ustanovljena 23. oktobra 1863 v Ženevi, ko so se srečali predstavniki 16 držav in na pobudo Jeana Henrija Dunanta ustanovili človekoljubno organizacijo Mednarodni Rdeči križ. 
Organizacija je dokončno zaživela naslednje leto, med njenimi cilji pa je bila predvsem nevtralna pomoč vsem udeležencem vojn. Simbol organizacije je postal rdeči križ na belem ozadju (obrnjena švicarska zastava), kasneje pa tudi muslimanski rdeči polmesec in Davidova zvezda. 7. decembra 2005 so države članice izglasovale uvedbo tretjega simbola, rdečega kristala.
Prvi začetki rdečega križa so se sicer pojavili že tristo let pred Dunantovo zamislijo, ko se je s tovrstno humanitarno dejavnostjo na bojnih poljih ukvarjal Italijan Kamil de Lellis. Za simbol svoje dejavnosti si je že takrat izbral podobo rdečega križa.
Organizacija sedaj deluje v 160 državah. V Sloveniji je Rdeči križ deloval kot regionalna postojanka, Rdeči križ Slovenije je bil ustanovljen 31. oktobra 1944. Svoje delo je nadaljeval ob samostojni Sloveniji.

## Zgodovina

### Ustanovitev
Kalvinist Henri Dunant je potoval po Italiji in naletel v Solferinu 24.junija na bitko. Po oceni Dunanta in ostalih je bilo tedaj 40 tisoč mrtvih ali ranjenih vojakov. Dunant sodeluje pri zdravstveni oskrbi, ki je bila tedaj prepuščena zelo slabo preskrbljenim okoliškim prebivalcem in Dunant se odloči po tednu takšne oskrbe obeh strani konflikta, da bo organiziral neko rešitev za takšne vojake. V samozaložbi izda Spomine na Solferino, in knjiga je deležna široke pozornosti. Poziva tudi k organizaciji bolniške oskrbe za ranjence v vojni.
Leta 1863 Gustave Moynier, ženevski odvetnik uporabi Dunantovo knjigo za javno razpravo v društvu za javno dobro. Ženevsko društvo se organizira in izvede neke poizvedbe o tem, ali bi se lahko razvila mednarodna rešitev, ki bi lajšala Dunantov gnev. Pet ustanoviteljev Rdečega križa naj bi tako bili v sestavi preiskovalne ženevske komisije društva, torej Dunant, Moynier, zdravnik Louis Appia in njegov kolega Théodore Maunoir ter vojak, general Guillaume-Henri Dufour.
Mednarodna konferenca
Med 26. in 29. oktobrom 1863 je organizirani odbor za pomoč ranjenim sklical mednarodno konferenco v Ženevi, da bi razvili neke mere za izboljšavo zdravstvene oskrbe na bojišču. Na konferenci je bilo 18 predstavnikov držav, 6 predstavnikov nevladnih organizacij, 7 neuradnih predstavnikov držav in pet predstavnikov ženevskega odbora. Zastopane so bile države: Avstrijski imperij, Vojvodinja badenska, Bavarsko kraljestvo, Francija, Hanover, Hesse, Italija, Nizozemska, Prusija, Rusija, Saška, Španija, Švedska in Norveška, Velika Britanija in Irska.
Med sestankom so spisali predloge za nabiranje prostovoljcev, nevtralnost bolničarjev, skrb za ranjene vojake, nastanek neke organizacije, ki bi skrbela za utrjevanje in koordinacijo vseh društev med različnimi državami in celo simbol rdečega križa. Na zadnji dan konference, 29. oktobra so tudi potrdili nadaljnje sodelovanje v podporo projekta. Leto kasneje se že pisala prva ženevska konvencija. Sledile so druga ženevska konvencija, tretja in četrta. 

### IFRC
Leta 1919 so se predstavniki nacionalnih društev Velike Britanije, Francije, Italije, Japonske in ZDA sestali v Parizu. Ustanovili so ligo, društvo vseh nacionalnih organizacij gibanja Rdečega križa , da bi razširili delovanje organizacije tudi za oskrbo nenadnih dogodkov, četudi niso posledica vojne. Tako bi Rdeči križ poskrbel tudi za naravne katastrofe ali večje nezgode. Največje težave so bile tedaj predvsem zaradi razmišljanja o pristojnosti in konkurenčnosti organizacij. Liga je postala problematična saj je bila selektivna pri izbiranju projektov. Prvi vodja lige, Henry Davison, je bil zelo radodaren z humanitarno pomočjo, a je tudi zelo utrjeval priviligiran položaj ustanoviteljicam Lige. Rdeči križ je zgodaj oskrbel lakoto v Rusiji in Nemčiji, Albaniji in Turčiji. Zelo uspešno so zbirali sredstva in aktivno skrbeli za podmladek nacionalnih organizacij. 

## Simboli/emblemi

### Emblemi v uporabi

#### Rdeči križ
To je simbol, ki so ga uradno podprli v Ženevi leta 1863. V tedanjem času je simbol imel težave, ker je bil podoben križu sv.Jurija. Razlika je bila predvsem v tem, da je križ zamejen z vidnimi robi na vseh straneh simbola. Da bi bila razlika še bolj jasna v opisu, ga imenujejo tudi grški rdeči križ. Križ je inverzna zastava Švice. V zgodnjem obdobju nastanka organizacije je bilo vse delovanje izrazito v Švici. Ni nikakršnega dokaza, da sta zastavi med seboj povezani.
Leta 1899 je konvencija zapisala, da je zastava Rdečega križa veljavna tudi v pomorskem pravu kot označitev ladij, ki skrbijo za bolnišnično oskrbo. Te ladje poleg svoje teritorialne označbe obesijo tudi zastavo Rdečega križa, kot simbola nevtralnosti, kot ga označuje Ženevska konvencija.

#### Rdeči polmesec
Prvič se je simbol Rdečega polmeseca uporabil med konfliktom 1876–1878, ko sta bili vpleteni v spopad Otomansko cesarstvo in Rusko carstvo. Simbol je bil sprejet leta 1929 in uveljavljen za 33 držav. Je prav tako inverzna podoba Otomanskega cesarstva, a to ni utemeljen razlog za emblem.

#### Rdeči kristal
Simbol naj bi bil religiozno nevtralen simbol za mnoge države, ki niso bile zadovoljne s ostalimi rešitvami. Želja je, da so simboli, če na njih vztrajajo, v sredini kristala.
Priznani a zdaj neuporabljeni simboli

## Aktivnosti

### Organizacija
Rdeči križ je kot mednarodna organizacija zelo raznolika. ICRC je v marsičem drugačna od Mednarodne federacije društev, a pravo mnoštvo organizacij deluje na regionalni, krajevni ravni, državni ravni.

### Načela
Na Dunaju 2.–9. oktobra 1965 so delegati razglasili sedem temeljnih načel, ki naj bi veljale za vse člane, društva, zveze. Ti so bili dodani tudi statutu gibanja leta 1986. Trajnost in sprejemanje zavez novih usmeritev organizacije je bil dolgoletni proces, kjer se išče soglasje o temu, kaj so misli vseh društev, vseh organizacij gibanja, kar bi nekako veljalo za vrednote zadnjih 100 let delovanja. Razglasitev je tako bila posebej poudarjena vizija, nekakšno odkritje načel, kot jih kaže čas in iskanje generacijske dediščine.
Vizija naj bi bila stabilna, dolgoletna, neminljiva in bistveni del gibanja za bodoče delovanje:
| Načela         | Definicije |
| -------------- | --- |
| Humanost       | Mednarodno gibanje Rdečega križa in Rdečega polmeseca je nastalo iz želje po dostopu pomoči brez diskriminacije ranjencev na bojnem polju. Gibanje si prizadeva na nacionalni in mednarodni ravni preprečiti ali olajšati človeško trpljenje, kjer se nahaja. Namen je zaščititi življenje in zdravje in zagotoviti spoštovanje človeških bitij. Podpira medsebojno razumevanje, prijateljstvo, sodelovanje in trajni mir med ljudstvi. |
| Strpnost       | Organizacije ne ločujejo med nacionalno pripadnostjo, raso, verskim prepričanjem, družbenim razredom in političnim prepričanjem. Organizacija si prizadeva lajšati trpljenje posameznikov, z mislijo predvsem na njihove potrebe, predvsem pa posega v delo najbolj pomoči potrebnim. |
| Nevtralnost    | Gibanje v želji po zbujanju zaupanja ne izbira strani v sovražnostih in ne išče mesta in stališč v javnosti glede politične, verske, rasne ali ideološke narave. |
| Neodvisnost    | Gibanje je neodvisno. Nacionalno društvo je lahko sicer podizvajalec nekih vladnih storitev, dolžna v vseh primerih upoštevati zakonodajo, a mora ohranjati in krojiti neodvisnost in avtonomijo in tako skrbi predvsem za uveljavljanje načel gibanja. |
| Prostovoljstvo | Je prostovoljna dejavnost, ki v nobenem primeru ne more biti povezana z pridobitništvom. |
| Enotnost       | V državi je lahko le eno društvo, razvejeno in delujoče. Odprta je za vse člane. Zavezana je humanitarnem delu na področju vsega področja. |
| Splošnost      | Mednarodno gibanje in vse njihove članice, ki so med seboj enakovredne, deluje povsod po svetu oziroma, kjer je človek. |

### Mednarodne konference in komisija
Mednarodne konference Rdečega križa in Rdečega polmeseca se zgodi na vsake 4 leta. Konferenca je najvišje telo gibanja in sestavlja vse institucije gibanja in društva in podpisnice Ženevskih konvencij. Med konferencam skrbi za delovanje organizacije Delujoča komisija Rdečega križa in Rdečega polmeseca, ki je nadzorno telo sklepov resolucij in nadzira izvrševanje dejavnosti organizacije, kot so bile zadane. Komisija je sestavljena iz dveh članov ICRC, dveh članov federacije IFRC in petih izvoljenih članov po volji Mednarodne konference. Delujoča komisija zaseda vsakih 6 mesecev. Ob tem se vsakih dve leti izvede konvencija sveta delegatov gibanja, ki lahko torej tudi v vmesnem obdobju zasedejo ob delujoči Komisiji.